# Больница Бексли
Больница Бексли (англ. Bexley Hospital) — бывшая психиатрическая больница, располагавшаяся на Олд-Бексли-Лейн (Дартфорд-Хит, район Бексли, графство Кент, Великобритания). Она функционировала с 19 сентября 1898 года по 2001 год.

## История
Больница была спроектирована Джорджем Томасом Хайном и открыта 19 сентября 1898 года под названием Heath Asylum (с англ. — «Психиатрическая больница на пустыре»). Название больницы было изменено на Bexley Mental Hospital (с англ. — «Психиатрическая больница Бексли») в 1918 году. Больница также была известна как Bexley Asylum (с англ. — «Психиатрическая больница Бексли») или неофициально как Village on the Heath (с англ. — «Деревня на пустыре»).
Строительство больницы обошлось в 34 000 фунтов стерлингов, и она была рассчитана на 2000 пациентов. К 1939 году больница расширилась до 18 отделений (каждое из которых вмещало 60 пациентов), которые к 1970-м годам превратились в шесть палат неотложной помощи и 32 других отделения. На территории больницы находилась большая часовня на 850 мест. Политика правительства по закрытию викторианских больниц привела к сокращению числа пациентов на лечении в стационарах, и к 1977 году число пациентов больницы Бексли было меньше 1000 человек. В 1948 году больница была включена в состав Национальной службы здравоохранения.
В 1970-х годах на территории больницы были расположены спортивные сооружения и кинозал, а также библиотека и парикмахерские для мужчин и женщин. Организация «Друзья больницы Бексли» предоставляла автобусные экскурсии и оборудование для специальных проектов.
Больница Бексли была построена на некотором расстоянии от ближайшего окружения, и была спроектирована как самодостаточная. До 1961 года при больнице была ферма с курами, утками, крупным рогатым скотом, овцами и свиньями, а также огород для выращивания овощей. Пациенты занимались уходом за фермой и огородом, а также выполняли другие обязанности; в последующие годы они также ухаживали за садом и территорией больницы. Больница закрылась в 2001 году.
В начале 2000-х годов территория больницы была перепланирована, и теперь здесь находится жилой комплекс. Некоторые из зданий прежней больницы до сих пор сохранились, но используются по-новому.